# 特溫芒德 (堪薩斯州)
特溫芒德（英語：Twin Mound）是位於美國堪薩斯州道格拉斯縣的一個鬼鎮。

## 歷史
特溫芒德的郵政局於1858年設立，直到1903年結束營運。